# De Lancaster
De Lancaster ist eine Band, die aus den Produzenten Georg Fischer und Thomas Lackmann sowie aus der Sängerin Nadine Schäfer besteht. Sie sind im Schlager-Bereich vor allem für ihre Remix-Arbeiten bekannt.
2018 erschienen unter anderem die Songs „Alle Macht den Träumen“ (The NeverEnding Story) sowie „Nacht voll Schatten“ (Moonlight Shadow), die auf der Compilation „Alle Macht den Träumen“ enthalten sind. Die Compilation „Alle Macht den Träumen“ erreichte Platz 14 in den offiziellen Deutschen Charts.
Sie haben unter anderem im Guinness-Buch der Rekorde einen Weltrekord aufgestellt mit den meisten Live-Shows binnen einer Nacht.

## Diskografie (Auswahl)
Singles
- 2014 – De Lancaster feat. Lea Marie Kaiser – Computerliebe
- 2018 – Alle Macht den Träumen
- 2018 – Nacht voll Schatten

Remixe
- Ross Antony – Barfuß im Regen (De Lancaster Remix)
- Andrea Berg – De Lancaster Hit-Remix
- Andreas Martin – Unter dem Regenbogen (De Lancaster Remix)
- Linda Fäh – Lange, lange wach (De Lancaster RmX)
- David Hasselhoff – Crazy For You (De Lancaster Mix)
- Anna-Maria Zimmermann – Bauchgefühl (De Lancaster Mix)
- K2 – I Wanna Yodel All Night
- Olaf Henning – Besser Geht’s Nicht (DeLancaster Remix)
- Michael Morgan feat. Benjamin Boyce – Komm zurück (Want you back) (De Lancaster Remix)
- Rosanna Rocci – Tutto O Niente (Gefährliches Spiel) (De Lancaster Remix)
- Eloy de Jong – Repeat (De Lancaster Remix)
- Thomas Anders – Sie sagte doch sie liebt mich (De Lancaster Extended Remix)
- NEA! – Helles Licht